# Scymnus elusivus
Scymnus elusivus är en skalbaggsart som beskrevs av Gordon 1976. Scymnus elusivus ingår i släktet Scymnus och familjen nyckelpigor. Inga underarter finns listade i Catalogue of Life.